# Jack Pfefer
Jack Pfefer (Varsovia, 10 de diciembre de 1894-Plymouth, Massachusetts; 13 de septiembre de 1974) fue un promotor de lucha libre profesional estadounidense durante la década de 1900. Fue pionero en una forma anterior de entretenimiento deportivo, ya que fue uno de los primeros promotores en visualizar el negocio de la lucha libre profesional en el molde del teatro. Sin embargo, desarrolló una reputación infame cuando expuso los secretos internos del deporte a la prensa convencional en un ataque rencoroso que casi destruyó toda la industria.

## Primeros años
Jacob Pfefer nació cerca de Varsovia, (actual Polonia) el 10 de diciembre de 1894. Creció bajo el control del Imperio Ruso; y fue durante este período cuando los zares emitieron numerosos decretos contra los judíos, resultado en una serie de programas que mataron a miles en medio de un creciente antisemitismo. Por lo tanto, se fue como parte de la emigración masiva de Europa del Este de la época después de la Segunda Guerra Mundial, escapando así del antisemitismo escondiéndose en la sala de calderas de un barco a los Estados Unidos. Llegó a los Estados Unidos en 1921 mientras trabajaba como gerente de una compañía de actuación de gira. Con una propensión al drma teatral, Pfefer posteriormente se interesó en la incipiente industria de la lucha libre profesional; y en 1924, había comenzado a promover a una banda de pesos pesados del Europa del Este como exóticos contendientes a los campeones estadounidenses (que siempre saldrían victoriosos sobre los rivales extranjeros al final). Durante los siguientes cinco años, Pfefer se estableció gradualmente entre los principales agentes de reservas de la región; y luego, en 1929, finalmente se mudó a la ciudad de Nueva York.

## Promotor de Nueva York
Al llegar a la gran manzana, Jack Pfefer rápidamente se alineó con el renombrado promotor neoyorquino Jack Curley, quién luego se ubicó entre los hombres más poderosos en todo el negocio de la lucha libre. Tras la ruptura del famoso Gold Dust Trio a finales de la década de 1920, Curley inició una alianza con varios de los principales bookers de la costa este, incluidos Toots Mondt y Ray Fabini; y posteriormente formó un "Trust" de la industria que permitió a las distintas regiones compartir su talento de élite para el combate. Pfefer se desempeñó como el principal gestor de talentos del grupo, y fue el principal responsable de buscar posibles luchadores europeos y, al mismo tiempo, supervisar los libros financieros de la organización. Durante los siguientes años, el Trust montó a su increíblemente popular superestrella, Jim Londos, para registrar ganancias mientras Pfefer ayudó a liderar uno de los períodos más importantes en la rica historia de la lucha libre de Nueva York. Además, cuando la salud de Curley comenzó a deteriorarse, Pfefer comenzó a posicionarse entre los eventuales herederos del trono de la lucha libre de Nueva York.

## Exponiendo el trabajo
Luego, en 1932, una disputa contractual provocó una ruptura eventual entre Curley y Londos; y el territorio de Nueva York se deterioró rápidamente sin su carta principal. Por tanto, Pfefer abandonó a Curley a favor del grupo de Londos a principios de 1933; pero más tarde ese noviembre, se firmó un acuerdo de paz entre la promoción de la costa este de Curley y la alianza Tom Packs/Jim Londos que dominaba en el Medio Oeste. Posteriormente, el acuerdo extendió la influencia del Trust Packs, Mondt, Fabiani, Ed White y Paul Bowser todos acordando compartir las ganancias de manera equitativa. Como resultado, Jack Pfefer se encontró sin ningún aliado, ya que estaba atrapado en el exterior mirando a la poderosa nueva coalición de la industria. Ostracizado por sus compañeros de lucha libre, su amargado Pfefer buscó venganza y, por lo tanto, organizó una entrevista con Dan Parker, que era el editor de deportes del New York Daily Mirror. Posteriormente, Pfefer tomó el paso sin precedentes de revelar la mayoría de los secretos y el funcionamiento interno de la lucha libre profesional, admitiendo libremente la "falsedad" y la teatralidad del deporte. Aunque los fanáticos habían sospechado durante mucho tiempo que la lucha libre profesional funcionaba, Pfefer había introducido un sentimiento de cinismo entre la prensa principal de que Curley y sus asociados los estaban utilizando como "tontos" promocionales; y en un titular ahora famoso, el 19 de noviembre de 1934 el New York Daily News cubrió una pelea inminente entre Jim Londos y Everett Marshall proclamado: "Londos y Marshall se enfrentan en Garden está noche por 26ª vez. Puntuación: Londos 26, Marshall 0".
Como resultado de la sorprendente admisión de Pfefer, la lucha libre profesional se había convertido repentinamente en un hazmerreír, y los periodistas deportivos ya no cubrieron sus resultados, ya que ya no se consideraba una "competencia legítima". Además, con la nación inmensa de la Gran Depresión, las puertas de la lucha libre profesional se desplomaron en Nueva York; y en octubre de 1934, Ring Magazine proclamó el final de los "combates de lucha de honestidad". Con el territorio de Nueva York en ruinas, Pfefer comenzó a promover los pesos semipesados junto con el corredor de apuestas de Columbus Al Haft y Charlie & Willie Johnson. Además, Pfefer volvió a conspirar contra sus antiguos socios cuando le pagó a Dick Shikat para que disparara sobre el nuevo campeón del Trust, Danno O' Mahoney; y el 2 de marzo de 1936, Shikat traicionó a Curley en el camino de "robar" el campeonato. Posteriormente, el Trust presentó una orden judicial contra Shikat; pero antes de que comenzara la prueba, Toots Mondt pagó a Pfefer $ 17,000 para hacer una doble cruz a Haft y su campeón, Ali Baba, maniobrando el título sobre Dave Levin el 24 de abril de 1936. Pfefer luego vendió el contrato de Levin a Curley y Mondt para restablecer sus lazos con la industria; sin embargo, el Trust finalmente explotó cuando los otros promotores se negaron a trabar junto a Pfefer, poniendo fin a la alianza cuando cada territorio comenzó a promover a sus titulares separados.

## Carrera posterior
Jack Pfefer nuna se retractó de su postura de que la lucha era más un entrenamiento que una competencia; y por lo tanto se distinguió de sus compañeros presentando espectáculos como una forma de teatro, con historias exageradas y artistas extravagantes. Era conocido por su contratación de personajes "extraños", entre los que destacaban el ángel francés (Maurice Tillet) y el ángel sueco (Nils Filip "Phil" Oloffson [1906-1974]), a quienes Pfefer promovió basándose en sus horribles miradas. Además, Pfefer inició numerosas innovaciones, incluidas novedades como combates en equipos de etiqueta y lucha de enanos. También podría un gran ojo para los jóvenes talentos, ya que jugó un papel decisivo en el lanzamiento de la carrera de Buddy Rogers; y también se desempeñó como promotor principal de la lucha de mujeres, contratando a jugadoras como Mildred Burke y The Fabulous Moolah durante varias décadas. También fue Pfefer quien ayudó al legendario San Muchnick a promover su primer espectáculo en 1945; y en los años siguientes, cambió constantemente su base de operaciones, dirigiendo territorios en Toledo, Nashville, Boston y en la costa oeste mientras solidificaba su lugar entre los principales comercializadores de la industria. Sin embargo, mientras trabajaba como agente del promotor Fred Kohler, en la década de 1960, se culpó en gran medida a Pfefer de arruinar el territorio de Chicago cuando contrató a varios como "Bummy Rogers", "Hobo Brazil" y "Bruno Sanmartino", lo que rechazó a la mayoría de los talentos de primer nivel de la industria. No obstante, continuó reservando partidos hasta 1967; y luego, el 13 de septiembre de 1974, Jack Pfefer murió a los 79 años mientras estaba en un asilo de ancianos de Massachusetts. Hasta el día de hoy, sigue siendo una de las figuras más controvertidas del deporte, pero también es reconocido entre sus promotores más imaginativos.

## Vida personal
Pfefer era amigo cercano de muchas de las personalidades de la lucha libre con las que trabajaba y tenía la costumbre de enviar regalos a sus familias. Stu Hart le tomó un gran cariño y le pidió que fuera el padrino del décimo y séptimo hijo de Hart, Ross Hart.

## Logros
- Professional Wrestling Hall of Fame and Museum
  - (Class of 2007)[3]